# تيم كولمان (لاعب كريكت)
تيم كولمان (19 يونيو 1971 في المملكة المتحدة - )  (بالإنجليزية: Tim Coleman)‏ هو لاعب كريكت بريطاني.

## وصلات خارجية
- تيم كولمان على موقع إي آس بي آن كريك إنفو (الإنجليزية)